# Tate Donovan
Tate Buckley Donovan, född 25 september 1963 i New York, är en amerikansk skådespelare och regissör. Donovan har bland annat spelat Marissa Coopers (Mischa Barton) pappa i OC. 
Han var under en tid 1994 förlovad med skådespelaren Sandra Bullock. Från 1995 till 1998 var han tillsammans med skådespelaren Jennifer Aniston.

## Filmografi i urval
- 1988 – Clean and Sober
- 1990 – Memphis Belle
- 1992 – Love Potion No. 9
- 1997 – Ally McBeal (TV-serie)
- 1997 – Herkules (röst)
- 1998 – Vänner (TV-serie)
- 2003–2006 – OC (TV-serie)
- 2007 – Shooter
- 2012 – Argo
- 2016 – Manchester by the Sea
- 2016 - Mannen i det höga slottet
- 2019 – Rocketman